# الجودة (مستباء)

تعديل مصدري - تعديل

الجودة هي إحدى قرى عزلة شرق مستباءالاقصى بمديرية مستباء التابعة لمحافظة حجة، بلغ تعداد سكانها 163 نسمة حسب تعداد اليمن لعام 2004.